# يوهان هالفورسن
جون هالفورسن (بالنرويجية البوكمول: Johan Halvorsen)‏ هو قائد فرقة موسيقية ‏ وملحن نرويجي، ولد في 15 مارس 1864 في درامن في النرويج، وتوفي في 4 ديسمبر 1935 في أوسلو في النرويج.

## وصلات خارجية
- يوهان هالفورسن على موقع IMDb (الإنجليزية)
- يوهان هالفورسن على موقع ميوزك برينز (الإنجليزية)
- يوهان هالفورسن على موقع أول ميوزيك (الإنجليزية)
- يوهان هالفورسن على موقع ديسكوغز (الإنجليزية)